# De Bidler
De Bidler is een theaterkerk, cultureel centrum en multifunctioneel gebouw in het Friese dorp Warga. Het gebouw betreft het kerkgebouw van de voormalige hervormde kerk van Warga.

## Geschiedenis

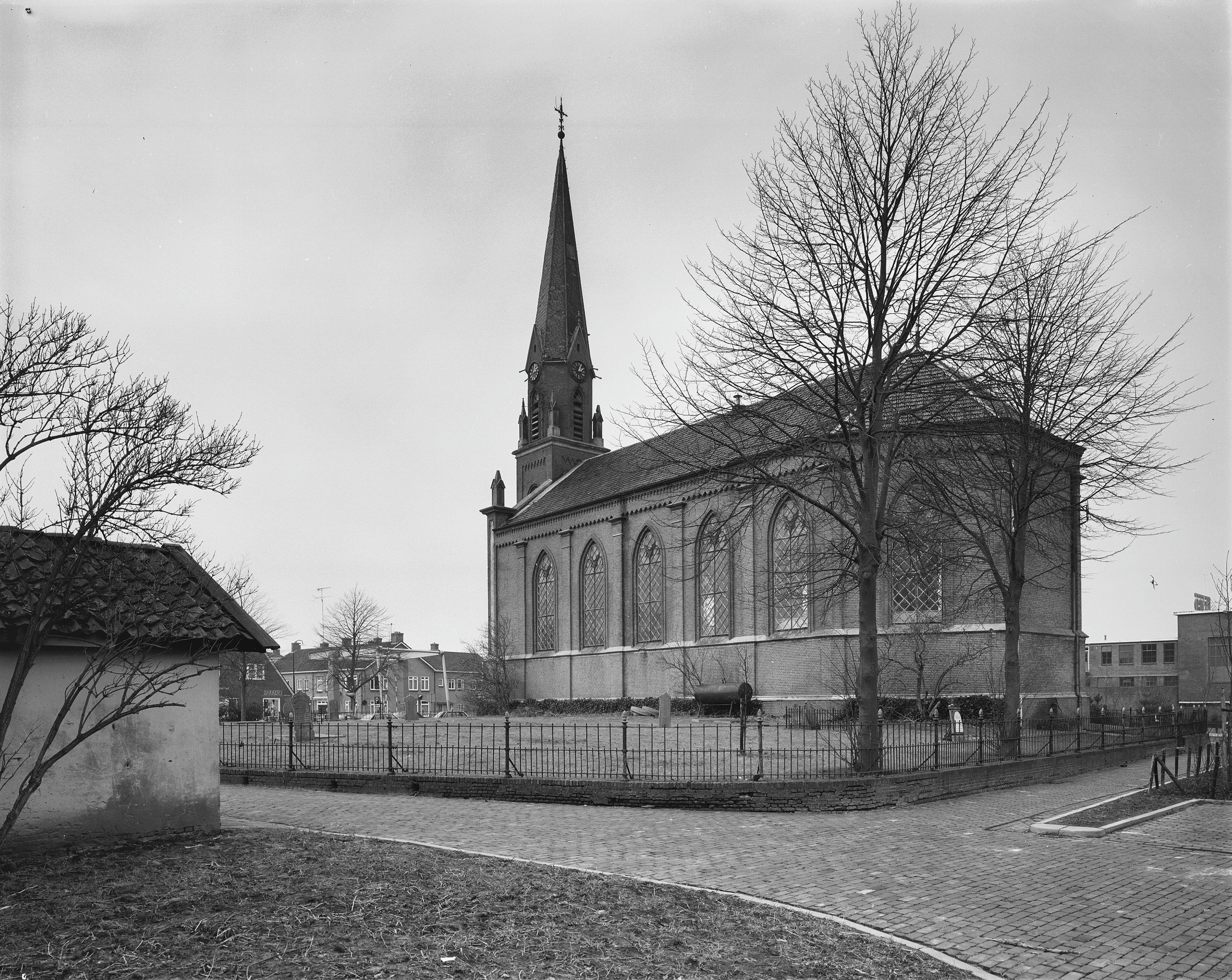
Zicht op de zuidoostgevel (1976)

Het kerkgebouw werd gebouwd in 1872 en ging officieel in gebruik als kerk in 1874. In 1878 vond een uitbreiding van het gebouw plaats. Sinds 1973 heeft het kerkgebouw geen kerkfunctie meer. Het pand werd herbestemd tot een theaterkerk die tevens fungeert als cultureel centrum en multifunctioneel gebouw. Het gebouw kreeg de naam 'De Bidler'.

## Beschrijving
Het gebouw betreft een driezijdig gesloten zaalkerk. In de kerktoren, van twee geledingen met achtkantige opbouw en spits met frontalen, hangt een klok uit 1452 die mogelijk is gegoten door Johannes van Bomen. Het gebouw vertoont invloeden van de Willem II-gotiek. Het kerkorgel uit 1871 is gemaakt door L. van Dam en Zonen. De Bidler heeft geen status als rijksmonument. De pastorie uit 1878 met eclectische vormen (Grote Buren 1) heeft deze status wel.

## Afbeeldingen

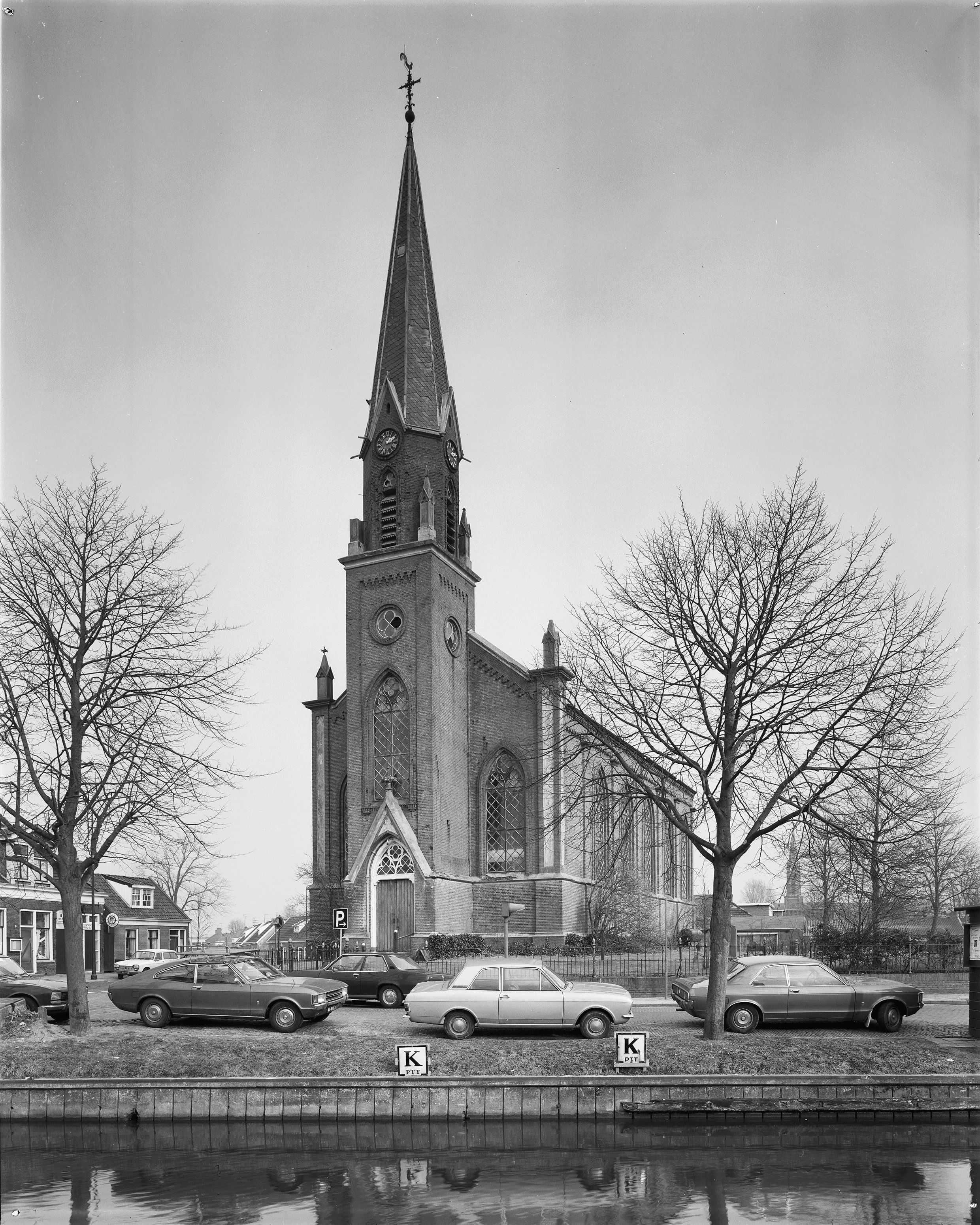
West- en zuidgevel van de kerktoren (1976)
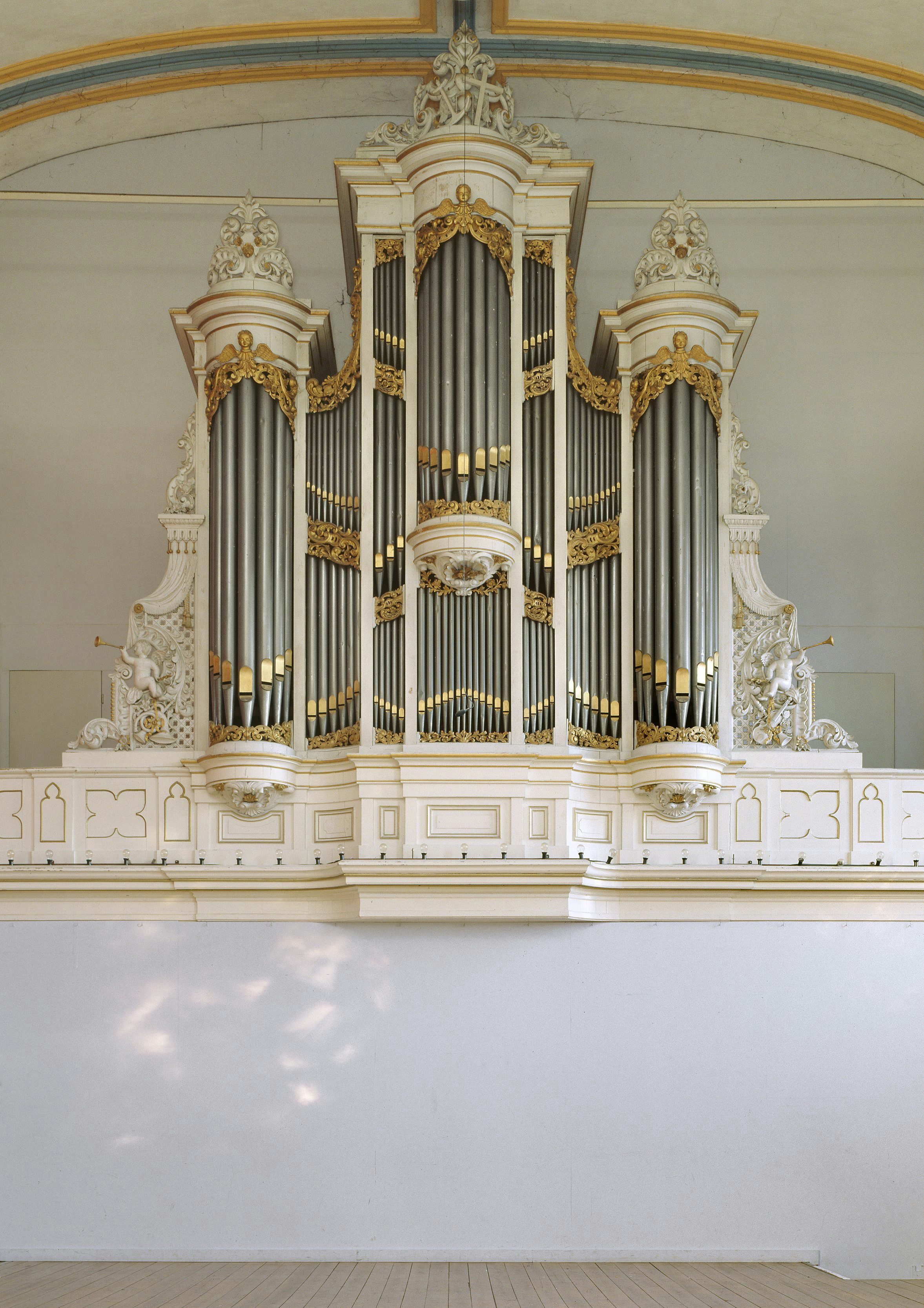
Het kerkorgel van De Bidler (2005)
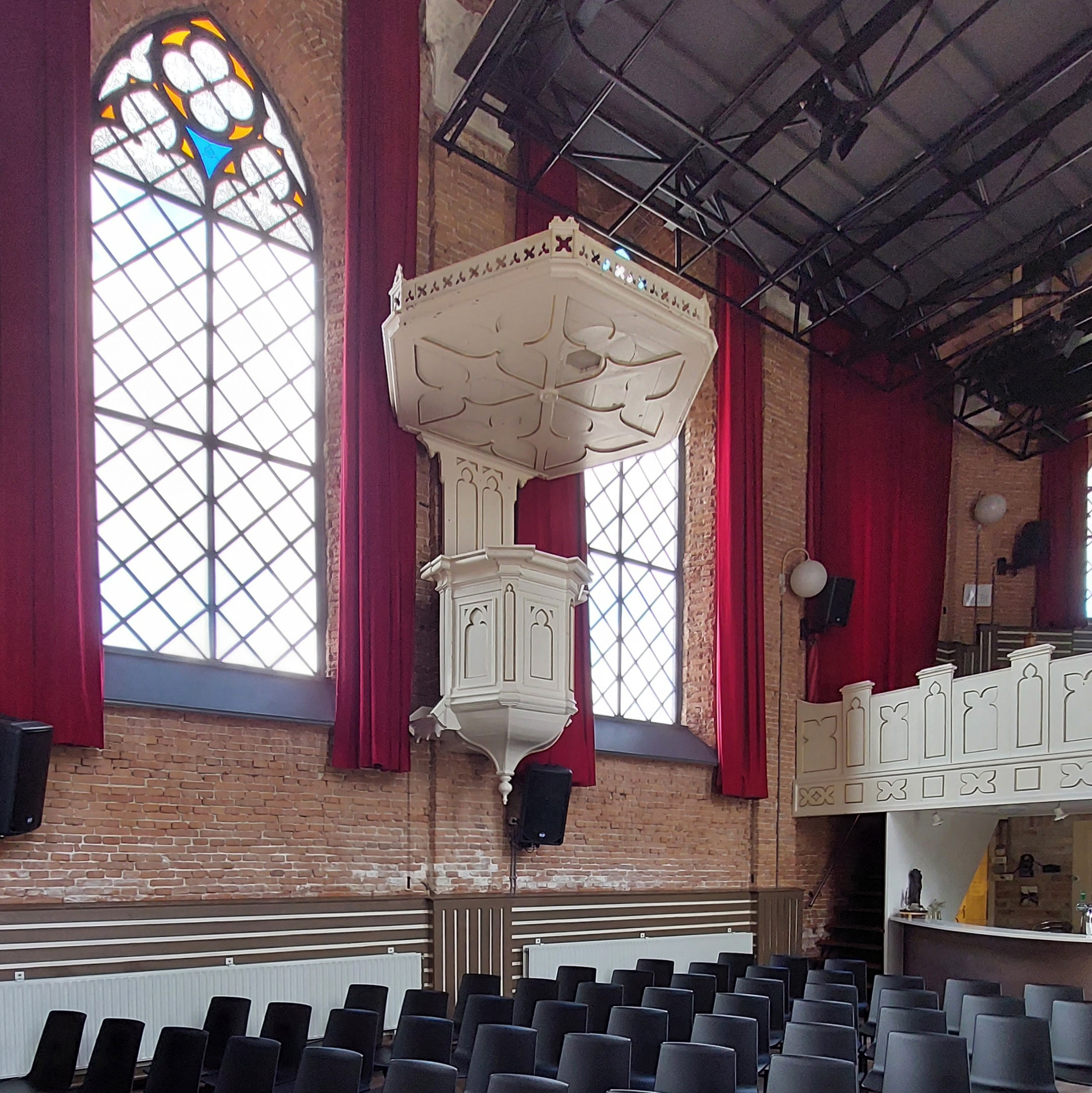
Interieur met de kansel en de bar (2022)
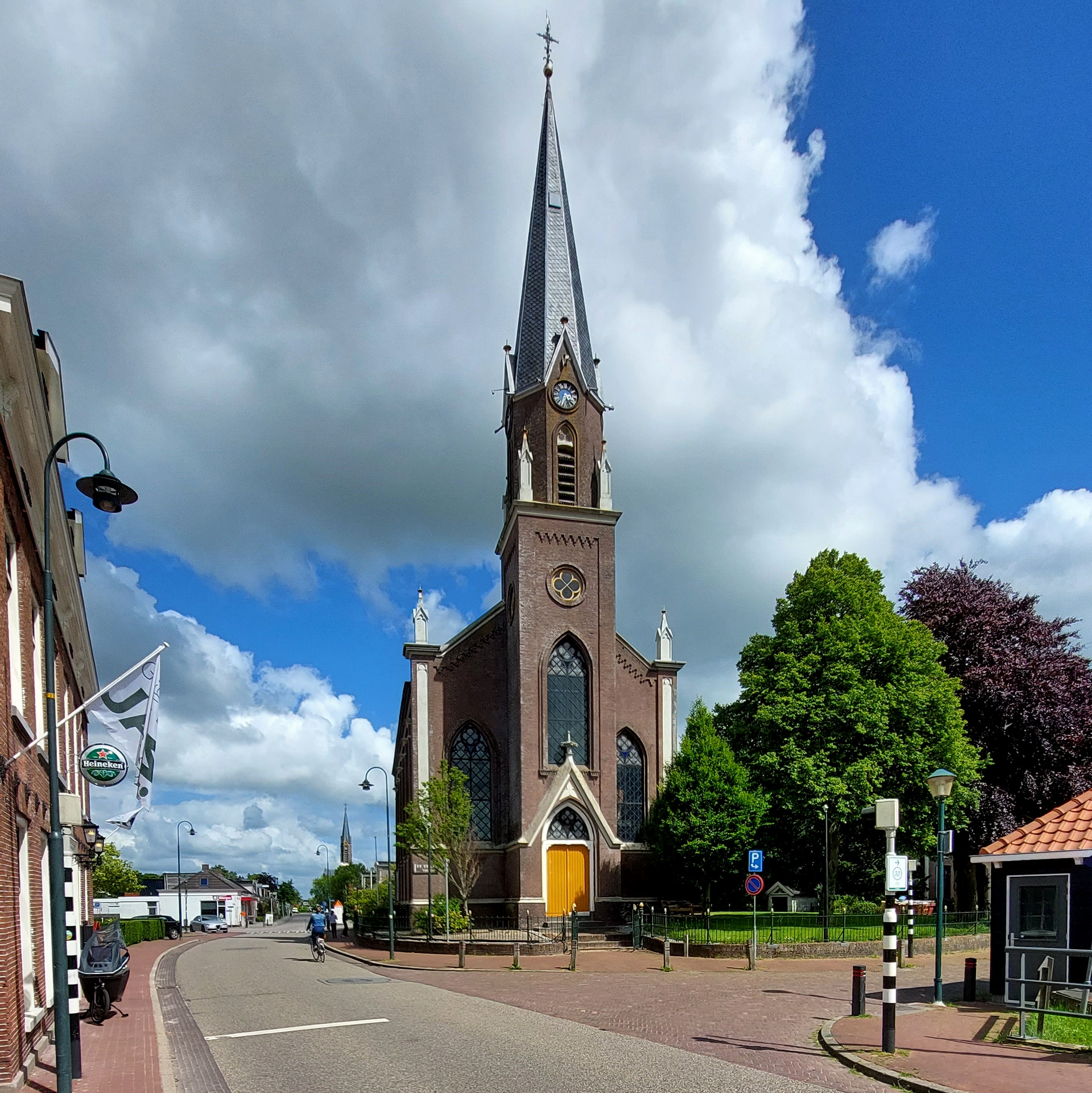
De westgevel, vanaf de Kerkbuurt (2022)

## Verder lezen
- Stenvert, R. et al. (2000). Fryslân - Monumenten in Nederland, deel 6. Zeist: Rijksdienst voor het Cultureel Erfgoed / Zwolle: Waanders. ISBN 9040094764.